# Jinotega (departement)

Jinotegas läge i Nicaragua

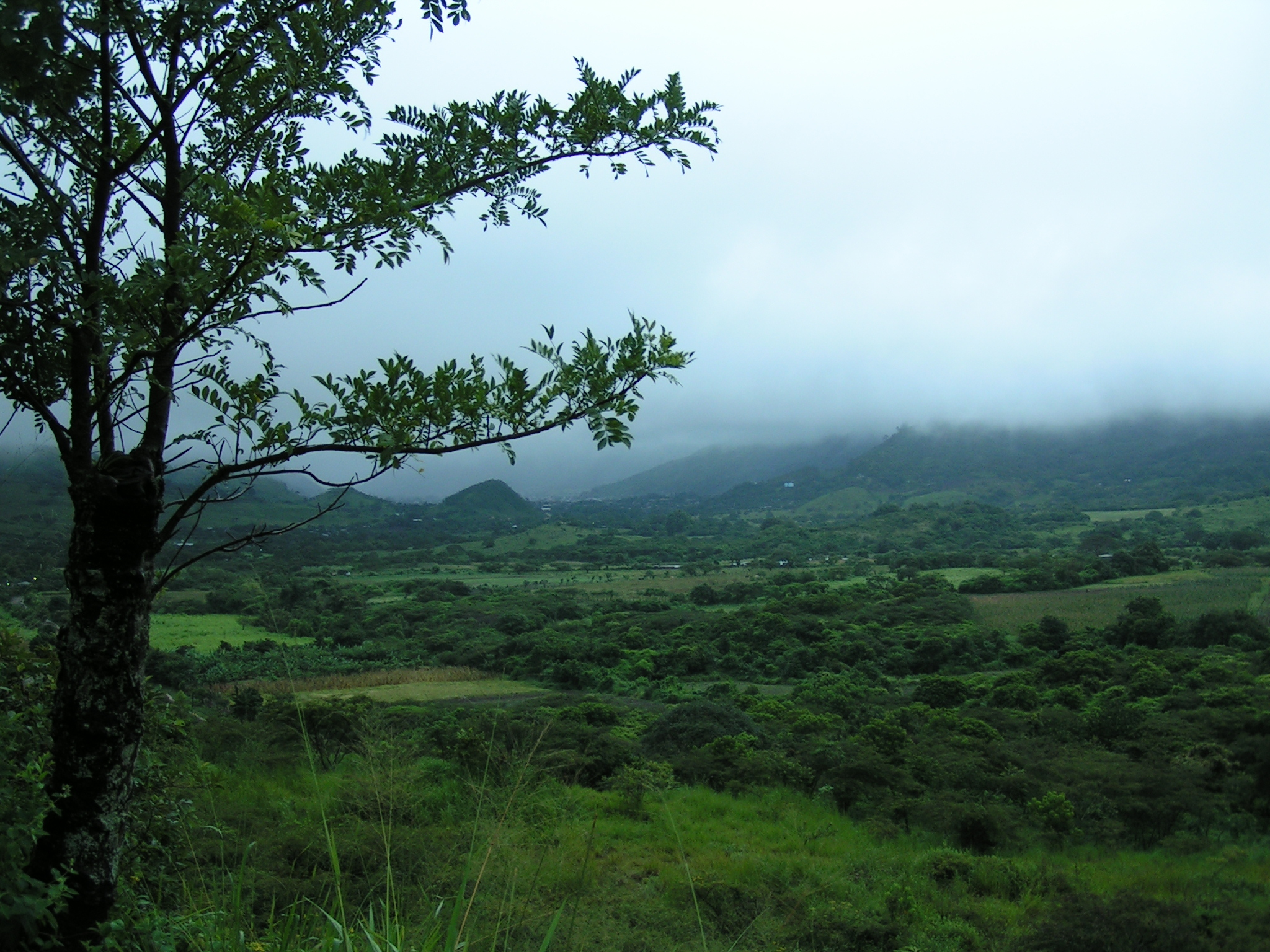
Jinotega

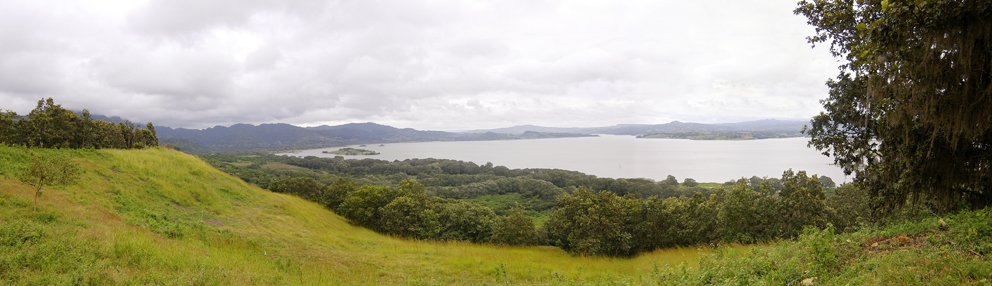
Apanassjön nära Jinotega

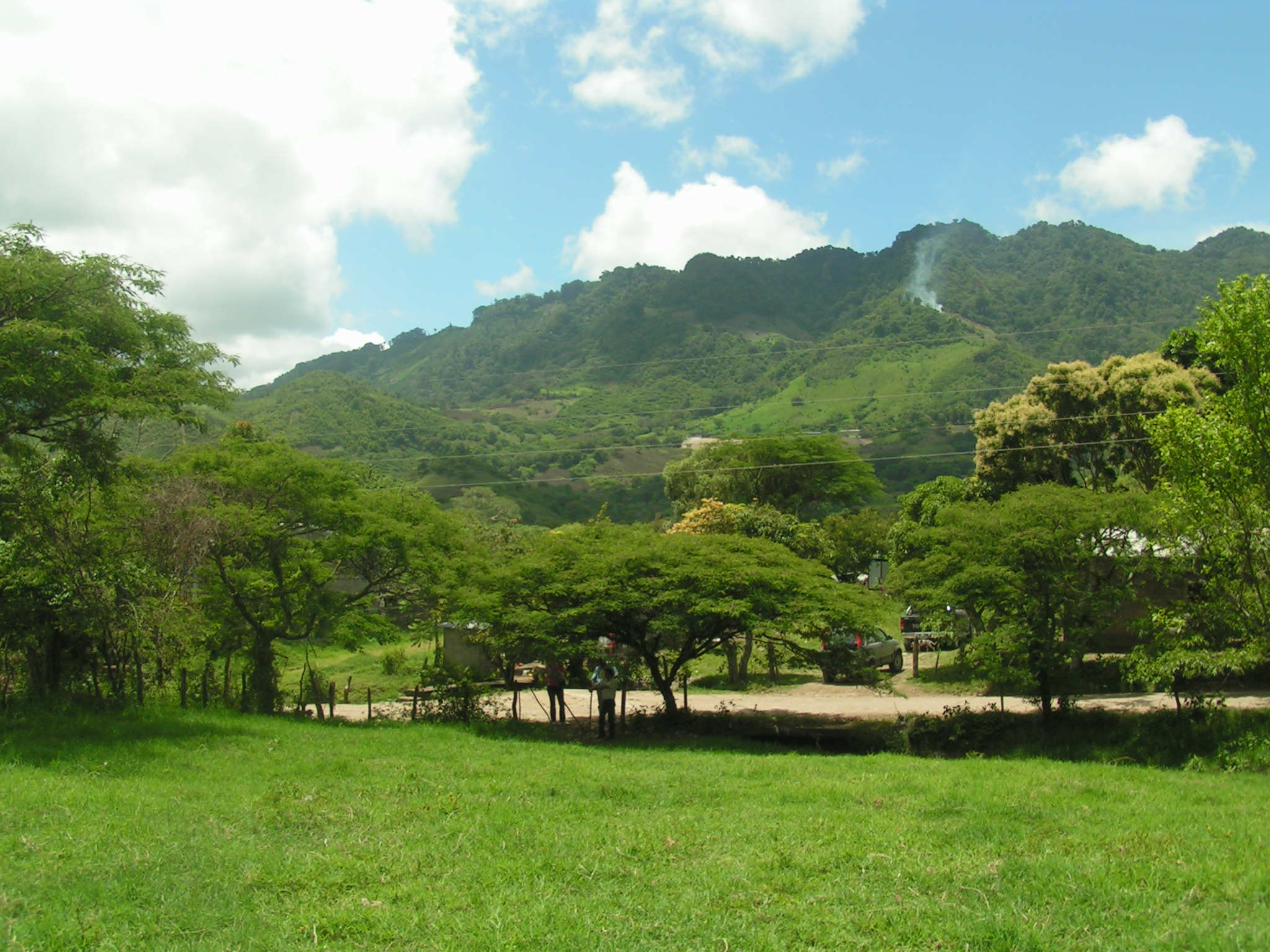
By i Jinotega

Jinotega är ett departement i norra Nicaragua. Det gränsar till Honduras och är det tredje största departementet i Nicaragua. Jinotega täcker en yta av 9 755 km². Under en mätning 2005 hade Jinotega 297 300 invånare. 

## Geografi och klimat
Jinotega gränsar i norr till Honduras. De omkringliggande departementen är Matagalpa i söder, Zelaya, Madriz, Estelí och Nueva Segovia runt om. 
Jinotegas huvudort är Jinotega, Stadens invånare uppgick 2006 till 53 000 invånare. Kommunen Jinotega hade då 63 000 invånare. Jinotegas högsta punkt ligger vid 1 078 meters höjd. Tidszonen i Jinotega är UTC-6 och i Jinotega bor det ca 31 invånare per kilometer. 
Intill staden Jinotega finns den konstgjorda sjön Apanassjön, där många åker båt samt fiskar. Cocofloden rinner delvis i Jinotega. 
Jinotega har ett varmt klimat. Temperaturen håller sig ofta emellan 25 och 35 °C större delen av året. Det klimat som lokalt kallas "Den eviga våren" råder i Jinotega och närliggande regioner. Det vårliknande vädret håller i sig nästan hela året. Det är regnperiod i Jinotega emellan september och oktober. Det fina vädret startar i november och håller sedan i sig. Jinotega är dock förskonat från smällhet värme på grund av att staden och även resten av departementet ligger på relativt hög höjd.

### Mat, dryck och sevärdheter
Det finns många olika restauranger och marknader i Jinotega. Där serveras ofta frukt, grönsaker, nötkött och olika drycker. Samt lokala specialiteter såsom traktens lokala Kaffe eller grillade majskolvar.
Staden San Rafael del Norte som ligger 20 km ifrån Jinotega brukar ha många stora marknader och olika stånd. San Rafael del Norte var huvudkvarter för General Sandinos trupper under sent 1920-tal och tidigt 30-tal. Staden har en berömd kyrka samt ett museum om Sandino och hans fru Blanca Arauz. 

#### Kaffeodling
Tillsammans med Matagalpa och Nuevo Segovia är Jinotega ett av de departement i Nicaragua där det odlas flitigt med kaffebönor. Jinotega producerar hela 80 procent av landets kaffe. Pantasma heter en av de större odlingarna. Nicaraguas klimat lämpar sig mycket bra för kaffeodling och är en av anledningarna till landets framgång inom branschen. Kaffesäsongen ligger emellan december och februari.
Många småbyar i Jinotega försörjer nästan enbart på kaffeodlingar. Även i större byar och städer spelar kaffeodlingen en viktig roll.  Karaktären för det mesta av kaffet är att det helst ska göras starkt. Många nicaraguaner dricker dessutom kaffe, så därför tjänar man mycket pengar på det, både inrikes och utrikes. Kaffe från Nicaragua är vanligt förekommande i hela Centralamerika. Dock är det hittills relativt ovanligt i Sverige.

## Historia
Enligt lokalbefolkningen så upptäcktes Jinotega när fem spanska familjer flyttade norrut ifrån Matagalpa lägra "tomma zonen" eller "zona seca" gemenenskapen Naranjo, som ligger i departementet Jinotega ungefär 15 km ifrån staden. Staden Jinotega grundades i en klotformad dal, vilket var perfekt för att inventera bergssluttningar etc. Ett stort kors placerades på den högsta punkten i den västra delen av dalen, korset är upplyst om natten och kan ses från långt håll. Korset kallas för Peña de La Cruz.
År 1894 överflyttades distriktet Bocay från departementet Nueva Segovia till Jinotega.
Jinotega-departementet är förmodligen det mest krigsdrabbade i hela landet. De största striderna i departementet var emellan 1927 och 1934 då Augusto C. Sandino och hans trupper (kända som los bandoleros) krigade emot de amerikanska ockupationsstyrkorna (kända som los marinos yankis) . Senare, i slutet på 1970-talet, var Jinotega en betydande plats för ett hårt krig emellan Anastasio Somoza Debayle och hans trupper emot Nicaraguas civilbefolkning. Somoza besegrades den 19 juli 1979. Efter en kort tid av entusiasm fortsatte striderna mellan de statliga trupperna, Sandinisterna och civilbefolkningen som kände sig förrådda av Sandinisterna.

## Transport
Man kan ta sig till Jinotega via direktbussar ifrån Managua, Matagalpa och Estelí. Jinotega har även en liten lokal flygplats som ligger ca 5 km ifrån staden Jinotega. Man samarbetar mycket med Matagalpa, dels med kaffeodlingen och dels transportmässigt. Man har en större väg som går direkt emellan Jinotega och Matagalpa. Det ligger även en del småbyar längs vägen. Avståndet mellan de två städerna är cirka 18 km. 

## Kommuner och städer
Det här är en lista över Jinotegas kommuner:
1. El Cuá
2. Jinotega (huvudstad)
3. La Concordia
4. San José de Bocay
5. San Rafael del Norte
6. San Sebastián de Yalí
7. Santa Maria de Pantasma
8. Wiwilí

Det här är en lista över Jinotegas städer efter befolkning:
1. Jinotega (53 000 invånare)
2. La Concordia (7 997)
3. Wiwilí (7 170)
4. San Rafael del Norte
5. San Sebastián de Yalí
6. El Cuá
7. San José de Bocay
8. Santa Maria de Pantasma
9. Diessestata